# Kypärämäki
Kypärämäki är en stadsdel i västra Jyväskylä. Där finns många egnahemshus från 1940- och 1950-talet. En del av dom är gåvhus från Sverige. I Kypärämäki finns även många höghus från 1960- och 1970-talet och radhus från 1980- och 1990-talet. Distriktet grundades 1940, då det rådde en allvarlig bostadsbrist på grund av vinterkriget och särskilt förlusten av territorium, och de första invånarna var mestadels kareler. Strax efter kriget byggdes egnahemshus i området, framför allt av arbetare från en närliggande fabrik, och senare byggdes flerbostadshus innehållande både ägar- och hyreslägenheter. Det fanns också många hyresgäster i egnahemshus till en början, eftersom många egnahemshus hade en separat lägenhet på övervåningen, där ägarfamiljen tog in hyresgäster.
Kypärämäki folkskola grundades 1947.
I Kypärämäki ligger även hästsportcentralen Killeri.
Kypärämäki har en exceptionellt aktiv boendeförening, grundad 1982.